# Pégaso (heráldica)

Em heráldica, o pégaso é um nome que designa a figura heráldica imaginária do cavalo-alado, cujo simbolismo está de acordo à figura mitológica do pégaso. Trata-se de um móvel bastante utilizado.

## Utilizações
A mais conhecida utilização heráldica do Pégaso refere-se à região italiana da Toscana. Na França, o pégaso é o simbolo do departamento de Mayenne, e na Inglaterra, figura nas armas de Inner Temple e do Robinson College.

Brasão da Toscana.
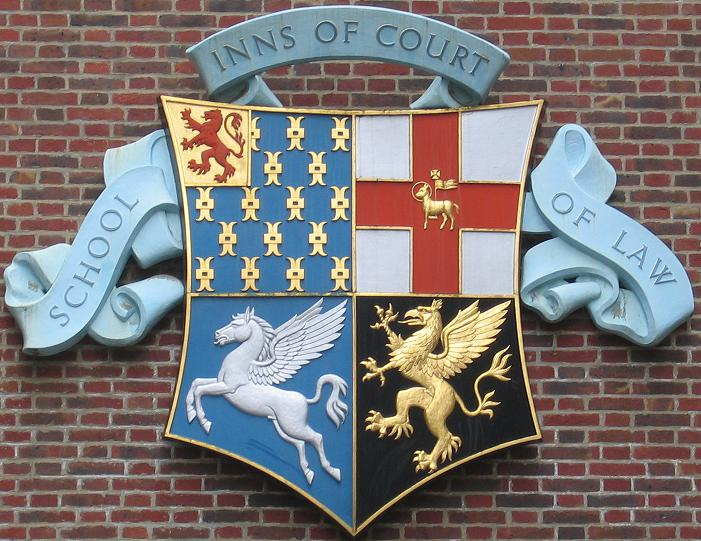
Brasão de Inner Temple (em baixo à esquerda)
Brasão de Robinson College
Brasão da comuna francesa de Brienon-sur-Armançon (Yonne).